# Контекст
Конте́кст (от лат. contextus — «соединение», «связь») — термин, широко используемый в ряде гуманитарных наук (лингвистика, семиотика, социология, философия, антропология), прямо или косвенно изучающих язык и общение. Изначально термин относился к письменному тексту, но впоследствии стал пониматься более широко и включать в себя как устную речь, так и ситуацию, в которой происходит конкретное общение. Различные исследователи по-разному подходят к классификации видов контекста, но традиционно различаются собственно вербальный контекст (или лингвистический) и ситуативный контекст (или экстралингвистический, невербальный).
Существует два основных значения термина:
1. Вербальный контекст — это законченный отрывок письменной или устной речи (текста), общий смысл которого позволяет уточнить значение входящих в него отдельных слов или предложений. Наличие вербального контекста всегда напрямую влияет на понимание любых сообщений, и отсюда часто встречающаяся в обществе ошибка цитирования, называемая «вырывание из контекста» (повторение некоторой усечённой части первоначального текста в ущерб его цельности, что может серьёзно искажать его исходное значение).
2. Ситуативный контекст — это ситуация коммуникации, включающая обстановку, время и место, а также любые факты реальной действительности, помогающие более точно интерпретировать значение высказывания. В этой связи в различных текстах или речах часто упоминается различного рода социальный, культурный, политический или исторический контекст написанного или сказанного. Иногда для описания ситуативного контекста используют лингвистические термины «фоновые знания» или «пресуппозиция».

## Этимология
Термин складывается из латинских com- (con-) — «вместе» и textere — «ткать, плести»; contextus — «соединение, связь, сплетение, сцепление». Заимствован в конце XVIII века из французского языка.

## Примеры применения
Контекстуальность (обусловленность контекстом) — условие осмысленного употребления той или иной конкретной языковой единицы в речи (письменной или устной), с учётом её языкового окружения и ситуации речевого общения.
Контекстуальный (от фр. contextue) — обусловленный контекстом. Например: «Контекстуальные связи слова».
Говорить, опираясь на контекст, — значит придерживаться установившегося в разговоре уровня абстракции и использовать понятия заданного в нём семантического поля. Следовательно, потеря контекста в разговоре может привести к недопониманиям между собеседниками (из-за случайного согласия с неверной интерпретацией мысли одного из участников беседы).
Примеры употребления термина: «…в контексте эстетических представлений XIX века творчество Тёрнера было новаторским…», «Любое событие, происходящее в жизни субъекта, интерпретируется исходя из контекста ситуации, отражённой в памяти субъекта.».
Согласно пункту 4.1. нового стандарта ISO 9001 (версии 2015 года), требуется, чтобы организация понимала, отслеживала и анализировала контекст, в котором она работает. Под контекстом, в стандарте, понимаются внешние и внутренние факторы, а также сопутствующие им риски, которые существенны с точки зрения целей и стратегического направления организации, и которые влияют на способность системы менеджмента качества организации достигать ожидаемых результатов. (В официальном переводе ГОСТ Р ИСО 9001-2015 англоязычный термин «Сontext» переводится как «Среда организации».)
В лингвистике (прежде всего при анализе языков с SVO-структурой и написанием слева направо) различают левый и правый контексты: левый контекст включает в себя высказывания, находящиеся слева от данного слова, а правый — высказывания, что находятся справа от него.